# Jelena Alexandrowna Grudnewa
Jelena Alexandrowna Grudnewa (russisch Елена Александровна Груднева; * 21. Februar 1974 in Kemerowo, Sowjetunion) ist eine ehemalige russische Kunstturnerin.

## Karriere
Grudnewa nahm 1992 an den Olympischen Spielen in Barcelona teil und gewann mit dem Vereinten Team die Goldmedaille im Mannschaftsmehrkampf. Im Einzelmehrkampf belegte sie in der Qualifikation den 22. Platz. Bei den Europameisterschaften desselben Jahres sicherte sie sich die Bronzemedaille am Stufenbarren.
Für ihre sportlichen Leistungen wurde sie 1992 als Verdiente Meisterin des Sports Russlands ausgezeichnet. Nach dem Ende ihrer aktiven Laufbahn war sie als Trainerin tätig.